# Pałac w Sicinach
Pałac w Sicinach – zabytkowy pałac  w Sicinach – wsi w Polsce, w województwie dolnośląskim, w powiecie górowskim, w gminie Niechlów.

## Opis
Obiekt dwukondygnacyjny, wybudowany  w 1710 według projektu Martina Frantza z wejściem do klatki schodowej pośrodku budynku. Nad nim dwa kartusze herbowe: po lewej herb opatów cysterskich z Lubiąża, po prawej opata. We wnętrzu freski Christiana Philippa Bentuma. W okresie Polski Ludowej klub książki i prasy.

## Galeria

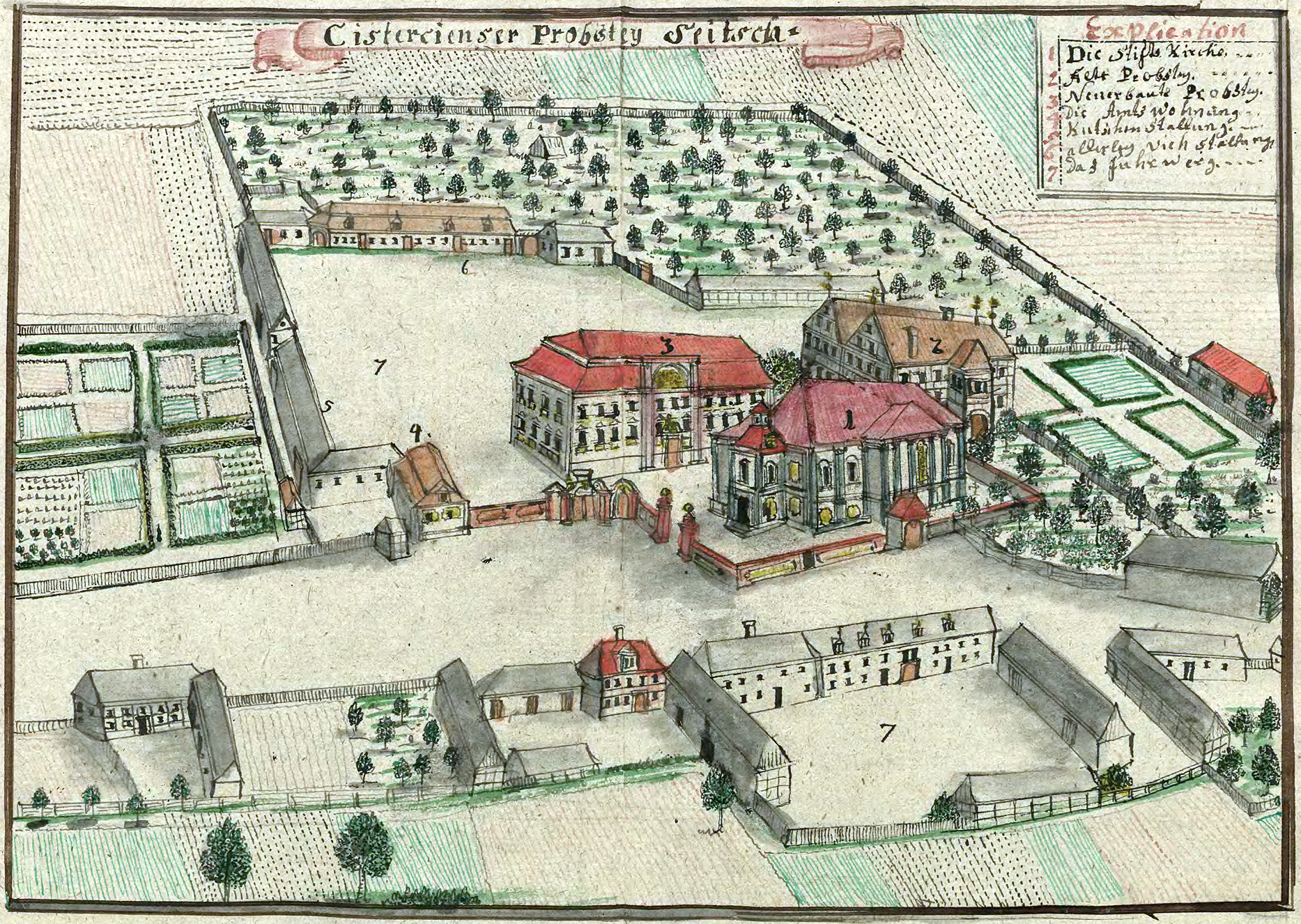
Siciny przed 1777 rokiem
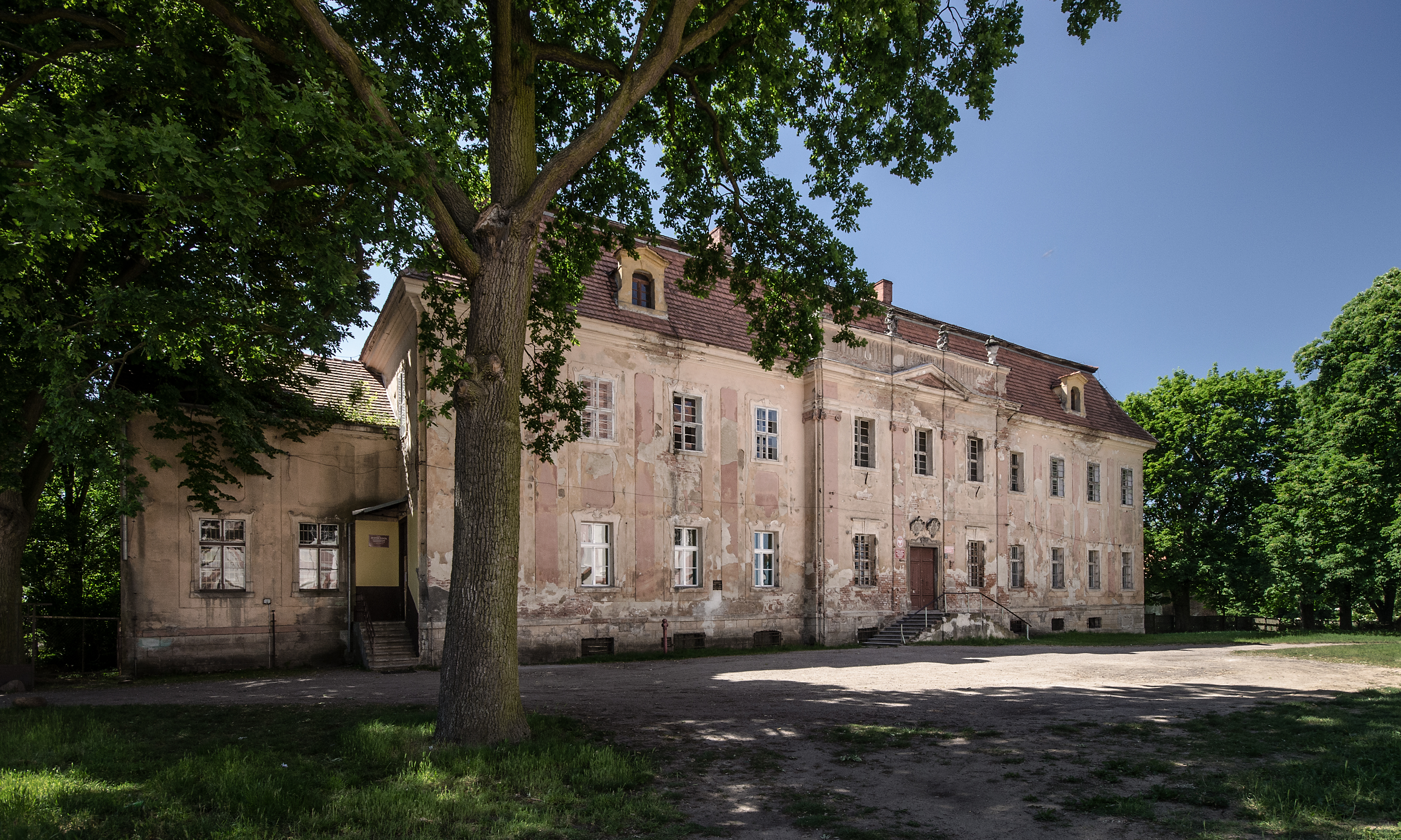
Fasada pałacu
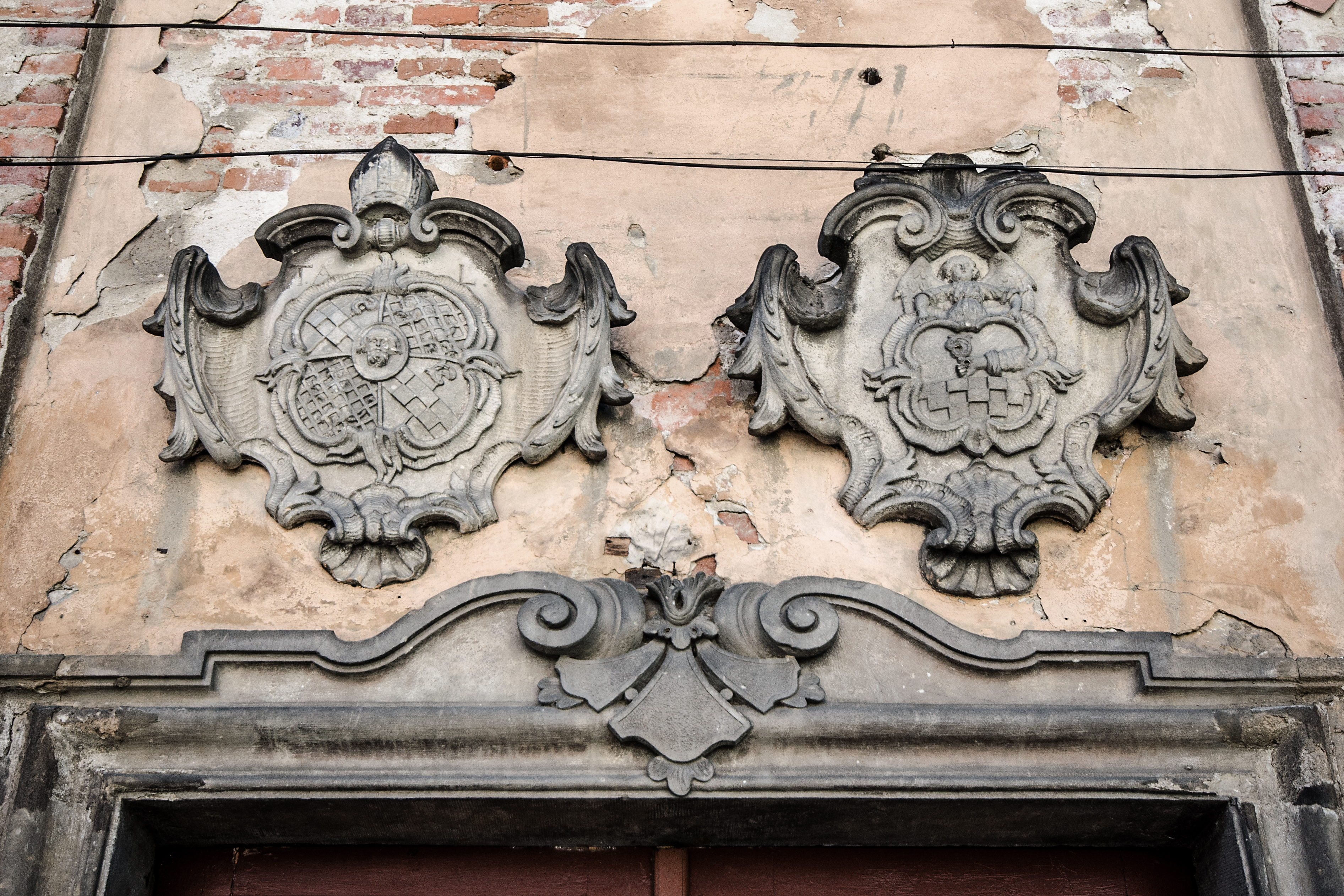
Herby opactwa (L)[3], opata (P)
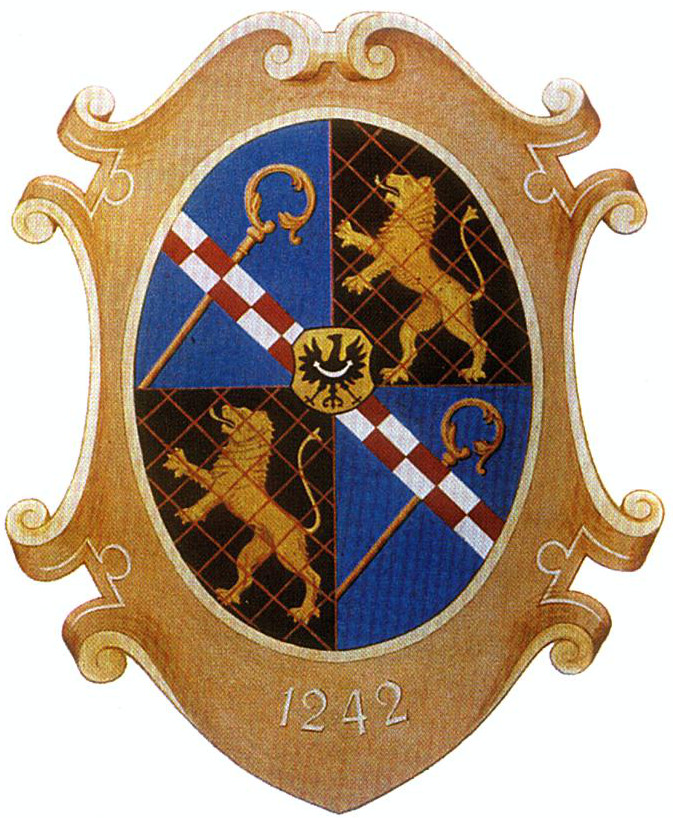
Herb opactwa w Lubiążu